# Arauca (řeka)
Arauca (španělsky Río Arauca) je řeka v Kolumbii (departement Arauca) a ve Venezuele (stát Apure). Je přibližně 900 km dlouhá. Na horním toku tvoří hranici mezi oběma zeměmi. Je levým přítokem Orinoka.

## Průběh toku
Pramení ve Východní Kordilleře v Kolumbii a níže teče přes Orinockou nížinu.

## Využití
V období letních a podzimních dešťů je splavná pro menší lodě v délce 600 km.